# Triple H

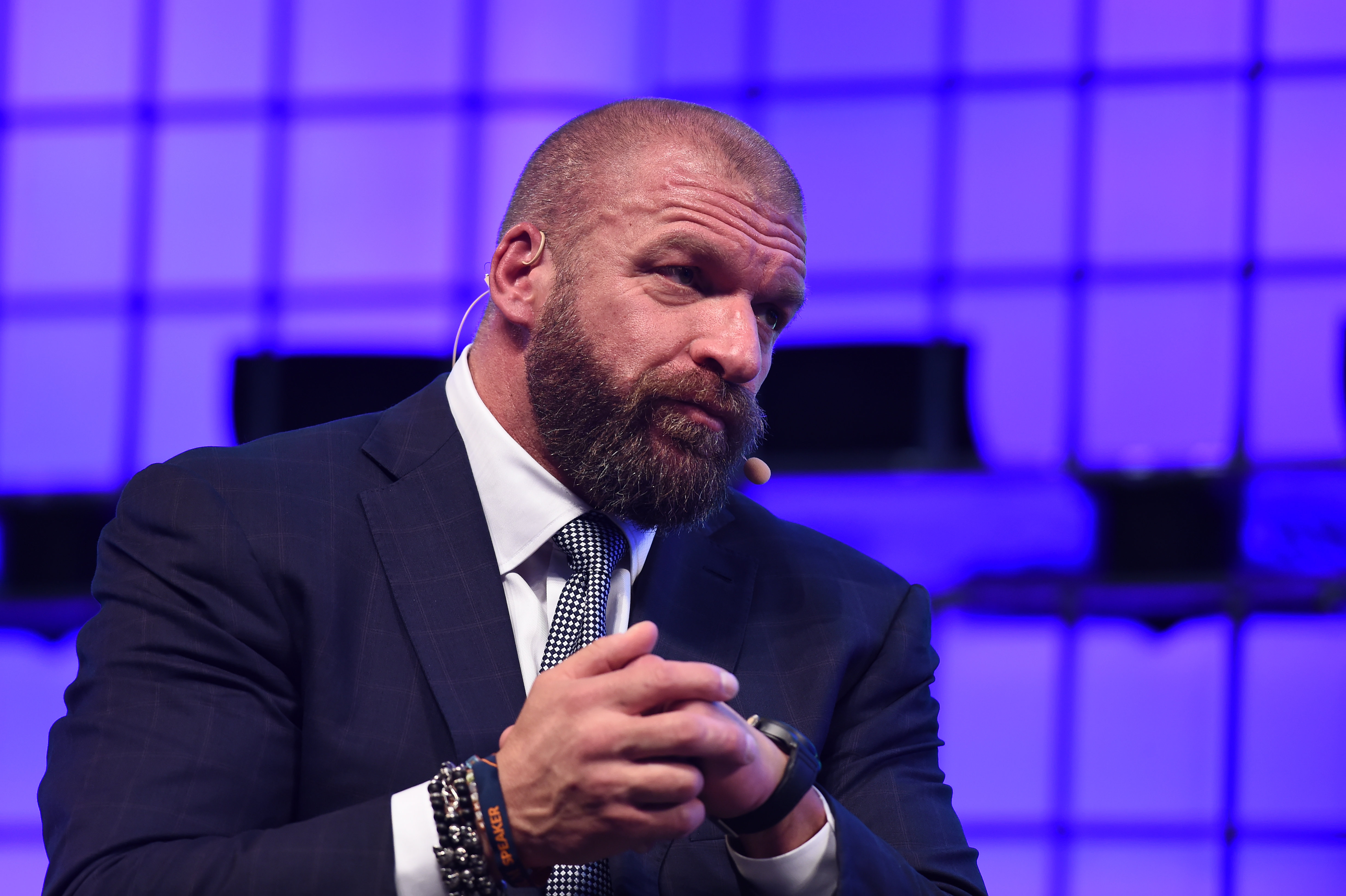
Triple H, 2017

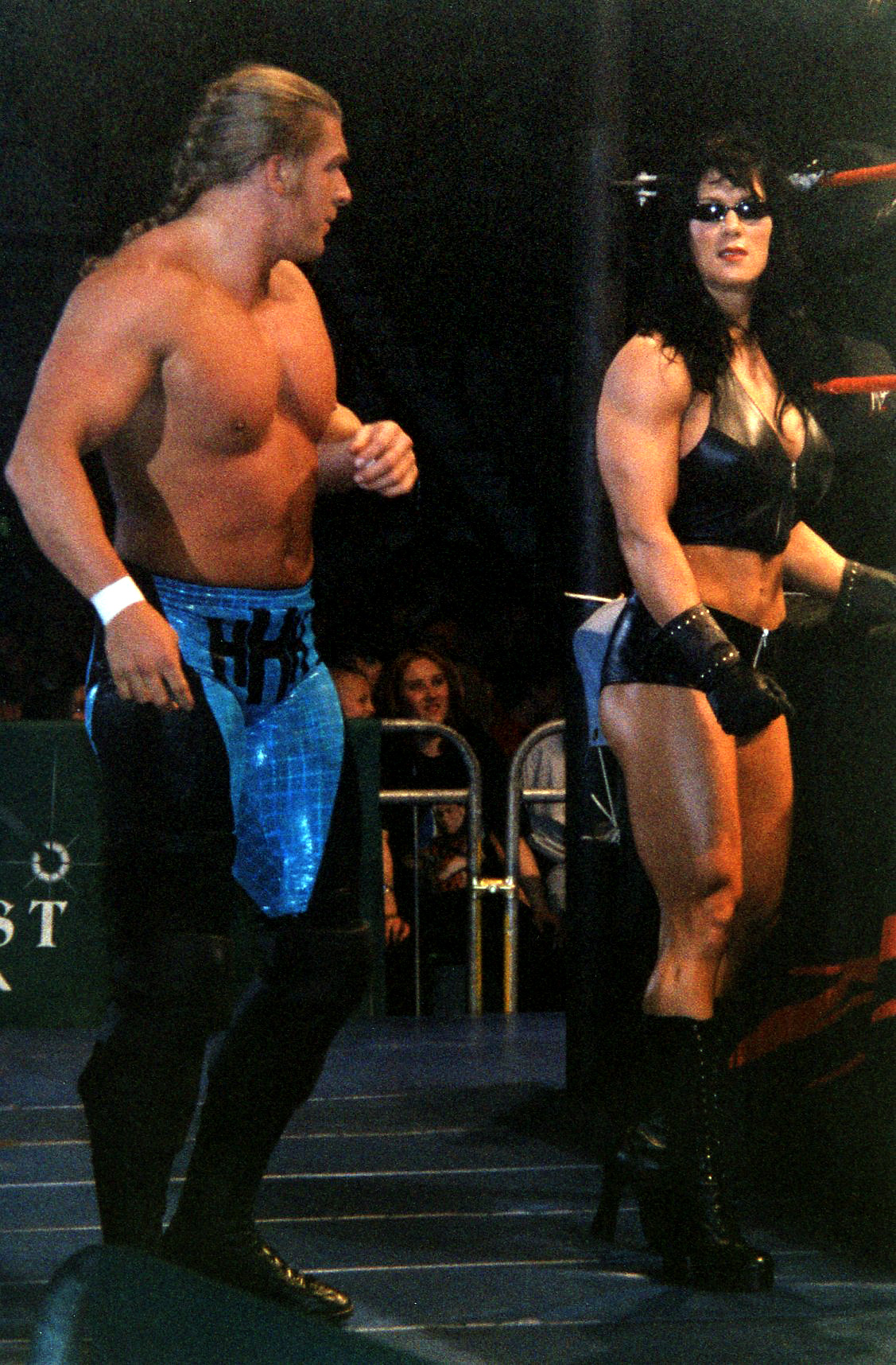
Triple H és Chyna, 1999

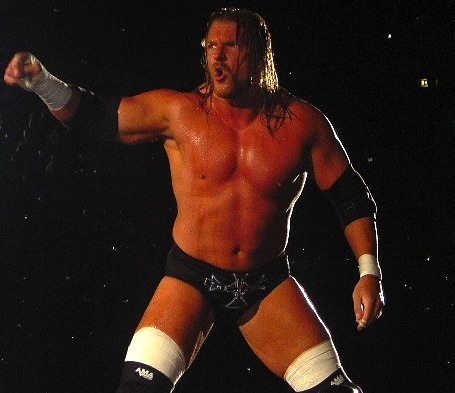
Triple H 2005-ben

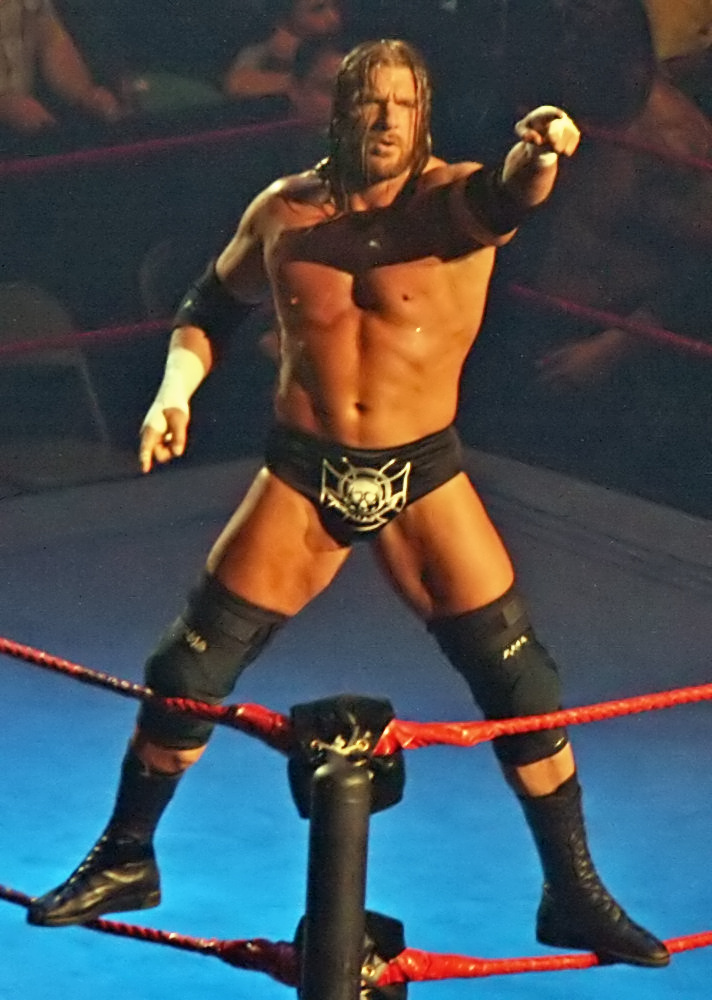
Triple H, 2007

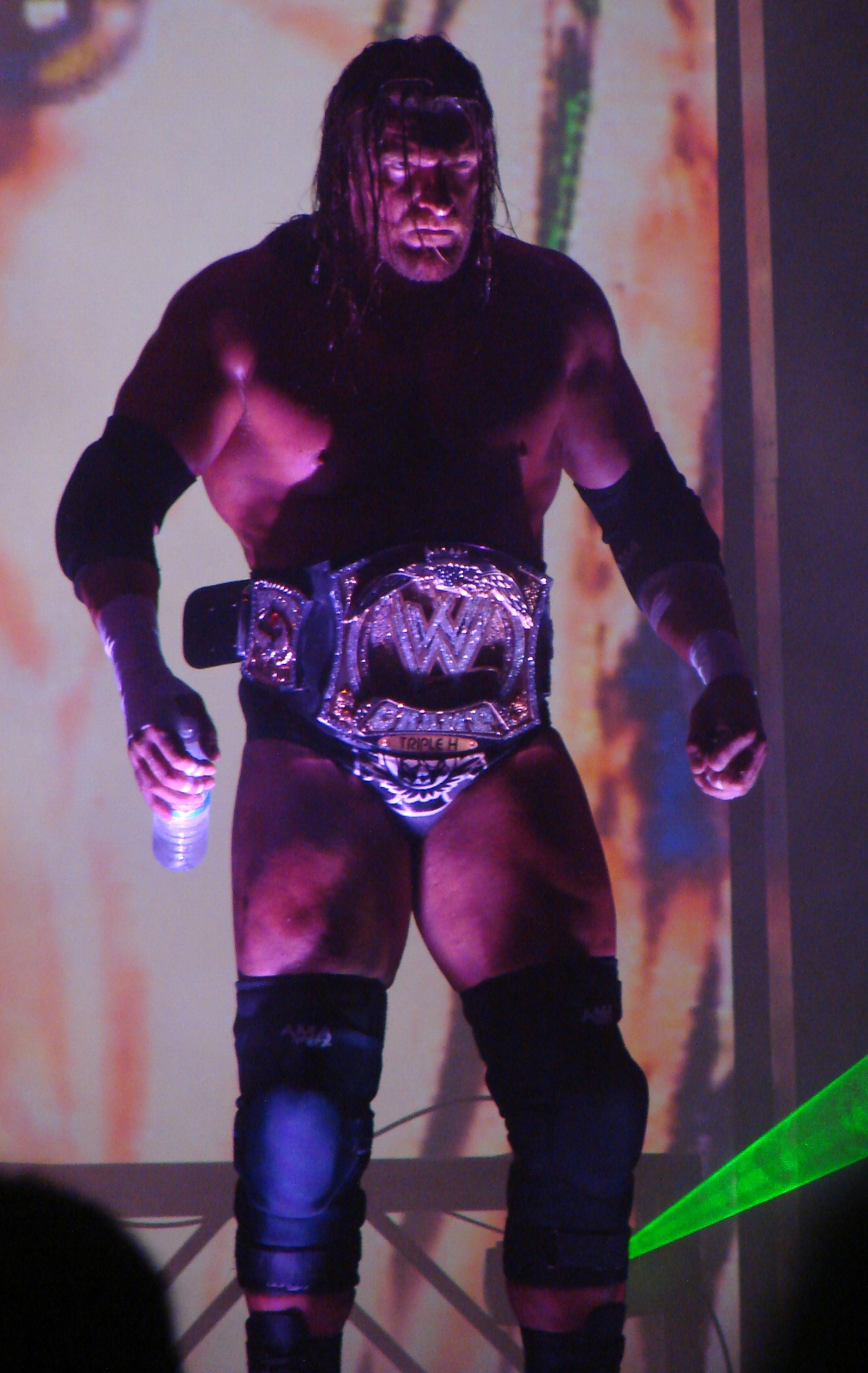
2007-ben, a No Mercy gálán

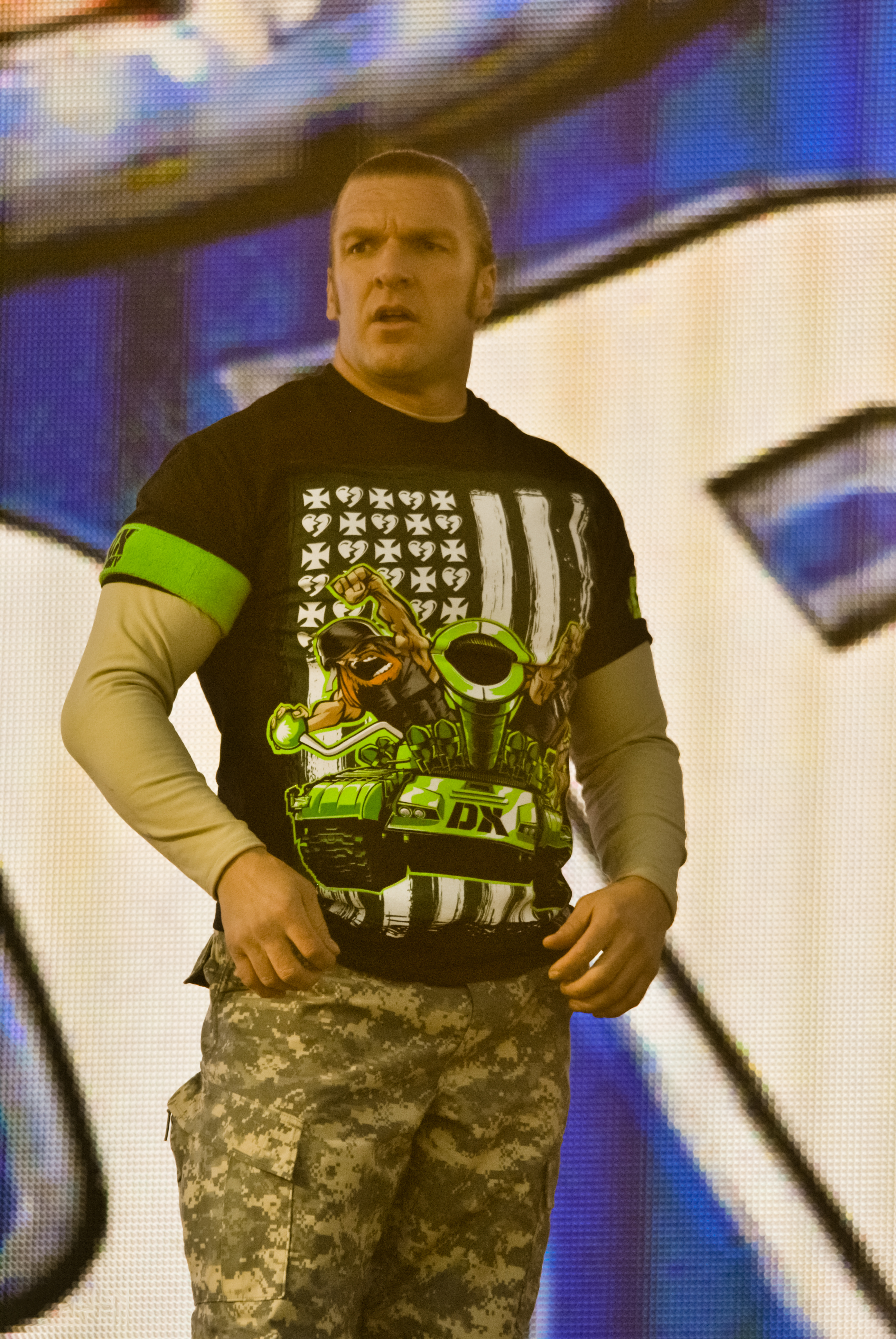
Triple H 2010-ben

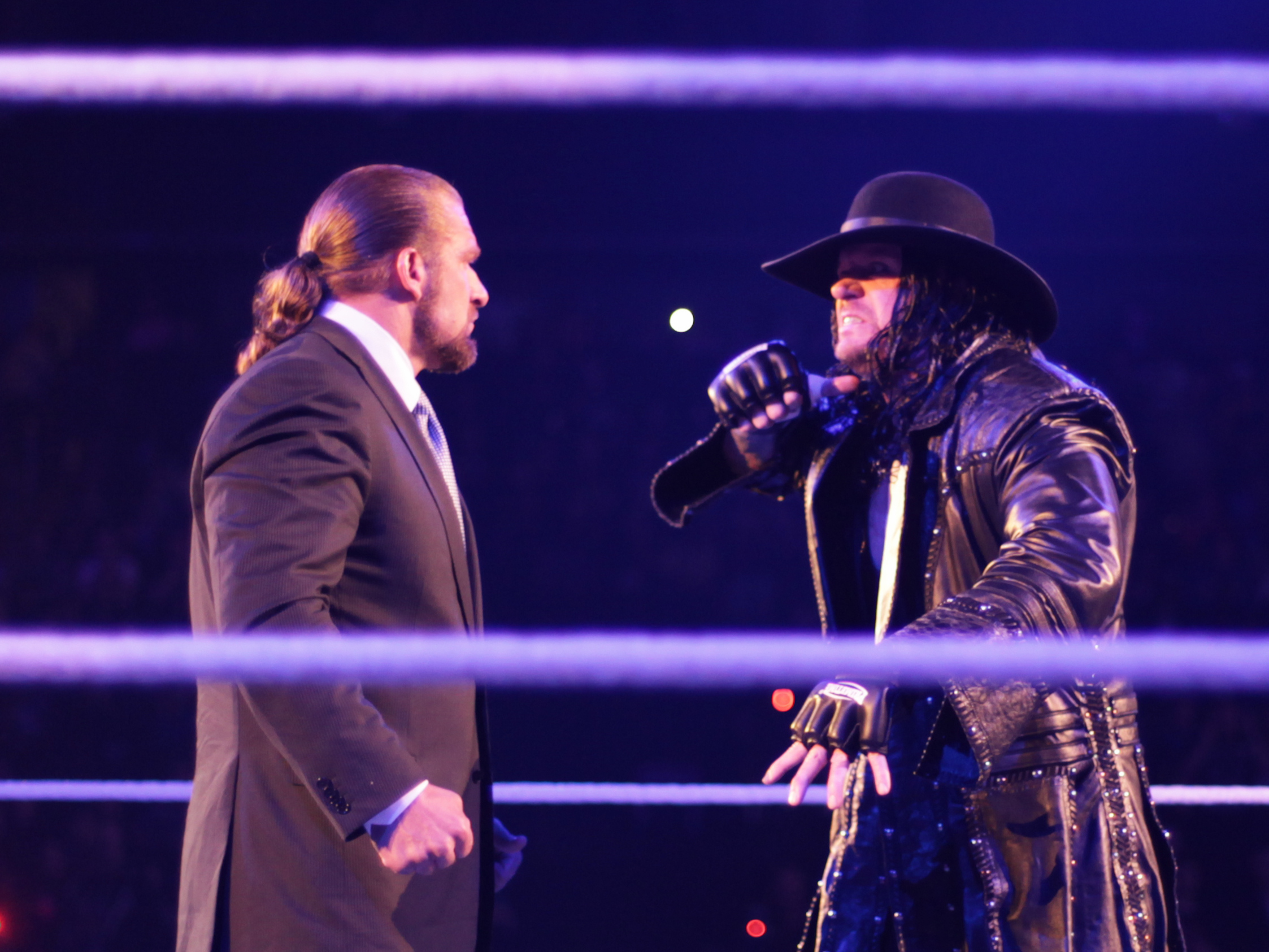
The Undertaker és Triple H 2012-ben

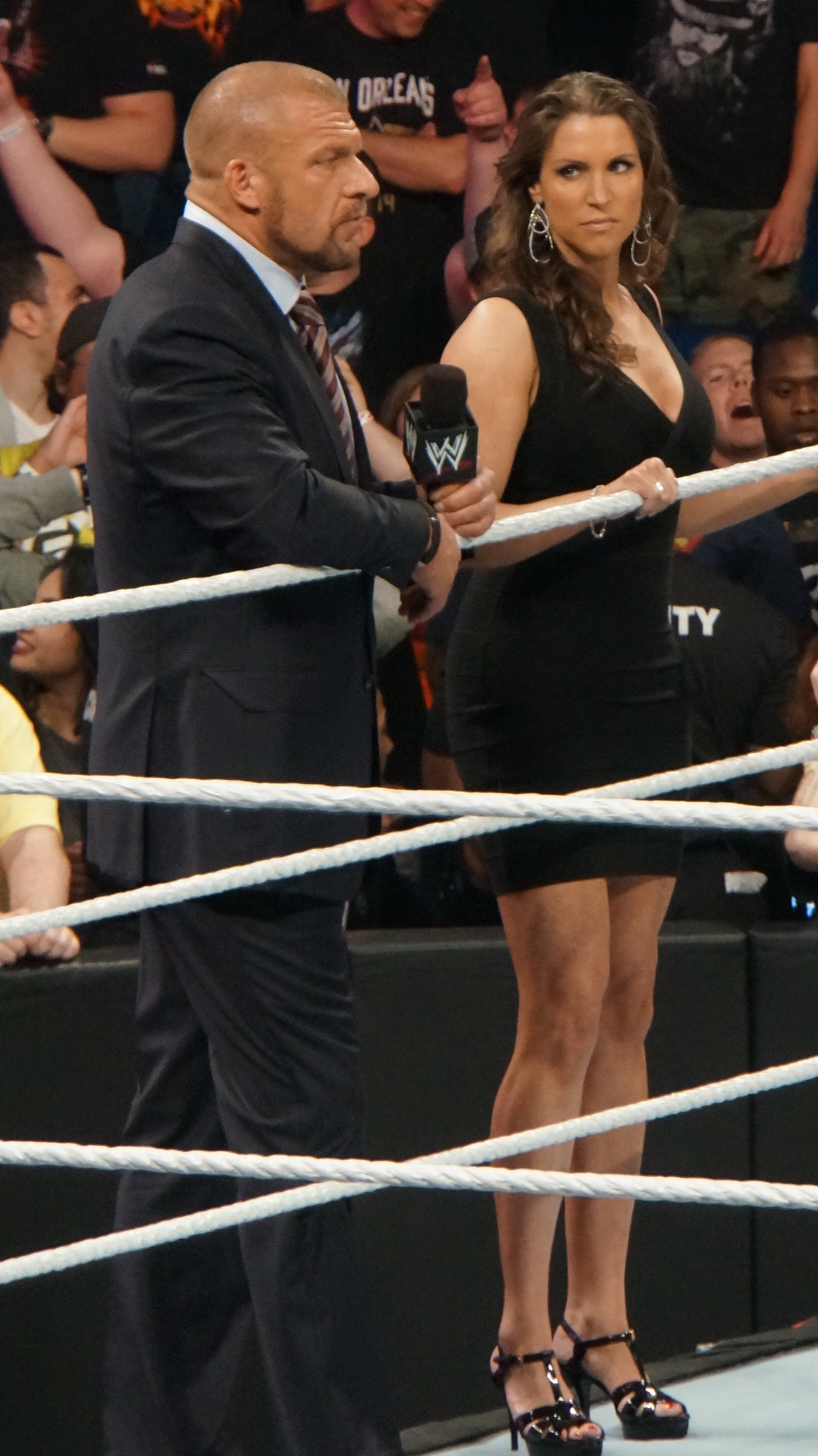
HHH és Stephanie McMahon, 2014

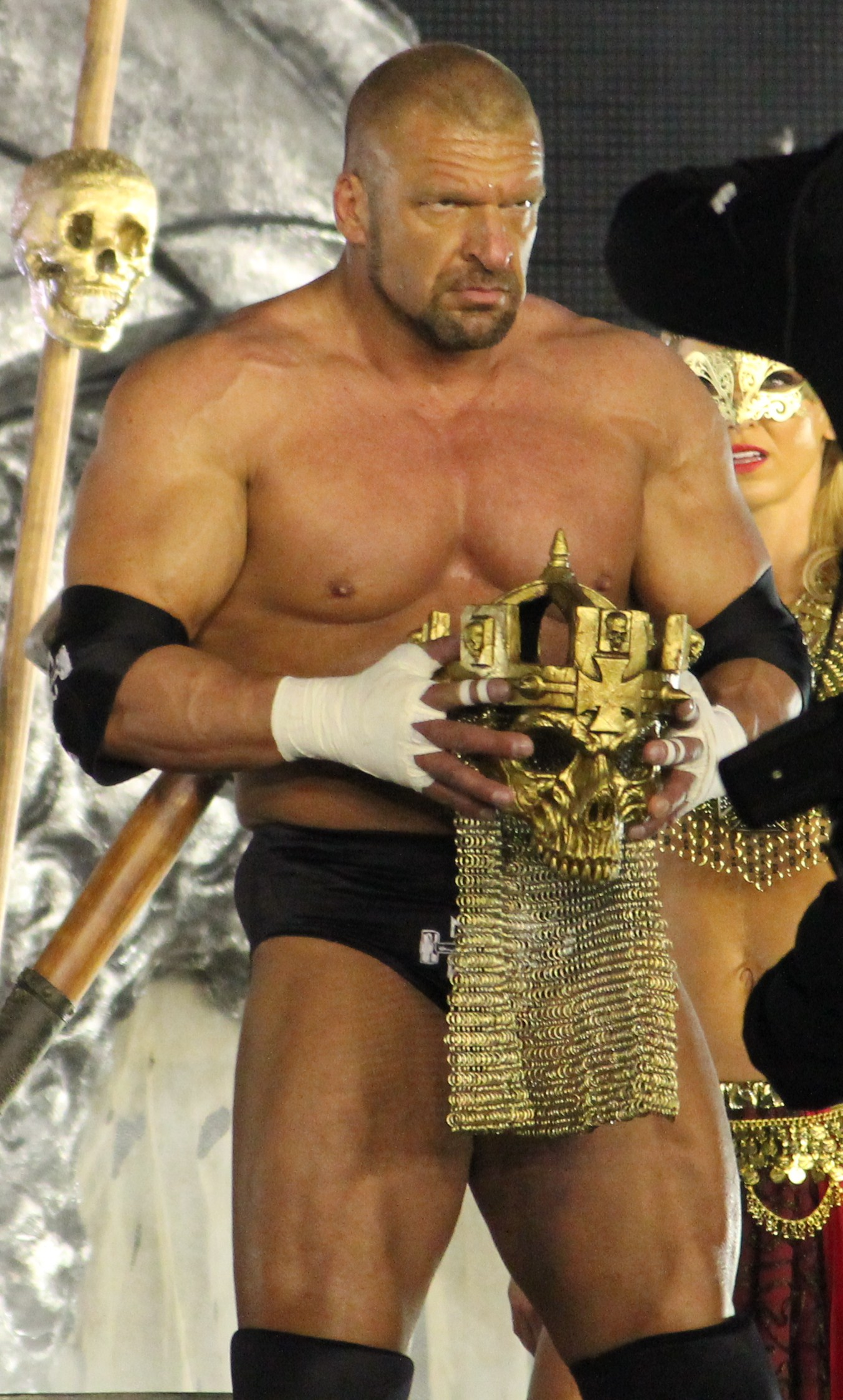
WrestleMania XXX-en, 2014

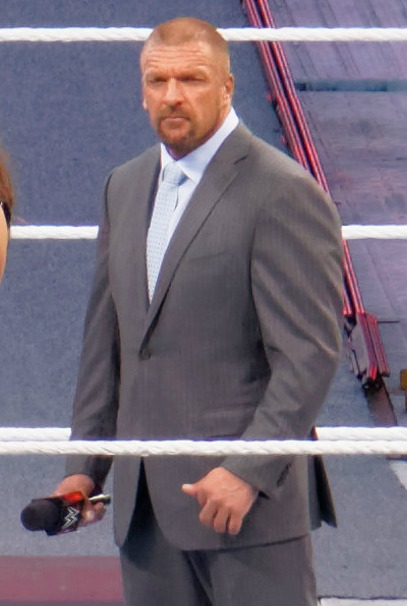
Triple H a WrestleMania 31-en, 2015

Paul Michael Levesque, ismertebb nevén Triple H (1969. július 27. –) amerikai pankrátor, testépítő, színész, üzleti vezető, ügyvezető alelnöke a World Wrestling Entertainment (WWE) cégnek. Felesége Stephanie McMahon, a WWE többségi tulajdonosának a lánya.
Már gyerekkorában érdekelte a pankráció, kedvence Ric Flair volt. 1987-től testépítő versenyeken vett részt, majd megkezdte hivatásos birkózó karrierjét az IWF-ben "Terra Ryzing" néven. 1994-ben csatlakozott a WCW-hez, majd nem sokkal később 1995-ben debütált a WWF-ben Hunter Hearst Helmsley néven, amit később Triple H-ra rövidített. 1997-ben társalapítója lett a D-Generation X csapatnak, ami később fontos eleme lett a cégnek. Karrierje során kilencszer nyerte meg a WWE bajnoki címet, ötször a WWE interkontinentális címet, ötször a nehézsúlyú világbajnoki címet, kétszer az Európa bajnoki övet, egyszer a WWE Tag Team övet és egyszer a Tag Team világbajnoki övet. Két alkalommal megnyerte a Royal Rumble-t (2002 és 2016-ban), valamint 1997-ben a "King of the Ring" versenyt. Legismertebb befejező mozdulata a "Pedigree", magyarul "Családfa".

## Profi pankrátor karrier

### Korai évek (1992-1994)
1992-ben kezdte meg pankrátor karrierjét, amikor beiratkozott Killer Kowalsky wrestling iskolájába a Massachusetts állambeli Malden városában. Nem sokkal később csatlakozott az Independent Wrestling Federation szervezethez. Debütálása 1992. március 24-én volt "Terra Ryzing" néven. 1992 júliusában Levesque legyőzte Mad Dog Richardot, s ezzel megnyeri élete első címét, az IWF nehézsúlyú bajnoki övet.

### World Championship Wrestling (1994-1995)
1994 elején Levesque egyéves szerződést írt alá a WCW-vel. Az első televízió által közvetített mérkőzését itt vívta Keith Cole ellen. Ezekben az években kezdte el használni "Pedigree" nevű, befejező mozdulatát. Egy rövid viszálya (feudja) volt Alex Wrighttal, akitől 1994-ben kikapott a Starrcade rendezvényen. Ezután Lord Steven Regal-al csapatot alapított, de ez nem volt hosszú életű. A World Wrestling Federation-tól eközben szerződést kapott, melyet el is fogadott, így 1995 januárjában távozott a WCW-ből.

### World Wrestling Federation/Entertainment/WWE

#### Kezdetek a WWF-nél (1995–1997)
1995. április 30-án debütált a WWF-nél a SummerSlam rendezvényen, ahol legyőzte Bob "Hardcore" Holly-t. 1996-ban Duke "The Dumpster" Droese ellen kezdett el harcolni, majd június 1-jén megjelent a WWF Superstars műsorban, ahol Marty Garnerral csapott össze. Később a "The Kliq" csapatba került, melynek tagjai Shawn Michaels, Kevin Nash, Sean Waltman és Scott Hall voltak. Mr. Perfect lett a menedzsere, és 1996. október 21-én Marc Mero legyőzésével megnyerte élete első WWF-es övét, így ő lett az új WWF interkontinentális bajnok. Az övet négy hónappal később, 1997. február 13-án Rocky Maivia (ismertebb nevén "The Rock") vette el tőle. A cím elvesztése után Goldusttal keveredett összetűzésbe. A WrestleMania 13-on sikerült legyőznie őt, s itt debütált új kísérője, Chyna is. Chyna ezután mindig a ringhez kísérte HHH-t, és támogatta őt a mérkőzések alatt.

#### D-Generation X (1997–1999)
1997-ben megnyerte a King of The Ring versenyt. Ugyanebben az évben megalapítja a D-Generation X (DX) csapatot, amelynek társalapítói Shawn Michaels, Chyna és Rick Rude voltak. Az egész csapat tulajdonképp a lázadásról szólt. Merész promójukban például Bret Hartot és Kanadát is kigúnyolták, valamint a híres "Suck it" kézmozdulatot is alkalmazták. Hunter ringneve ebben az időszakban rövidült le egyszerűen Triple H-ra. Később Owen Hart ellen összetűzésbe került, majd a Wrestlemania 14-en legyőzte őt, s ezzel ő lett az új WWF európa bajnok. A WrestleMania után Shawn Michaels sérülés miatt visszavonult, ezért a csapatban Triple H veszi át a vezetői pozíciót. Összefogott a "New Age Outlaws" csapattal, ezért Road Dogg és X Pac is DX tag lett. A D-Generation X a rajongók körében egyre népszerűbb lett. Triple H időközben viszályba keveredett a "Nation of Domination" csapat vezetőjével, Dwayne "The Rock" Johnsonnal. A SummerSlam-en sikeresen legyőzte őt egy létra meccsen, így megint ő lett az új interkontinentális bajnok. Sokáig nem örülhetett a címnek, mivel egy térdsérülés miatt a Survivor Series rendezvényen The Rock visszaszerezte az övet. A felépülés után Kane ellen keveredett harcba, de a Wrestlemania 15-ös mérkőzéseket Chnya közbelépése miatt diszkvalifikációval elvesztette. (Ezen az estén Triple H egy időre kilépett a DX-ből.) 1999-ben a SummerSlamen lehetőséget kapott a WWF bajnoki öv megszerzésére. Ez egy "Triple Threat" meccs volt Mankind és Stone Cold Steve Austin ellen, azonban a párharcot nem sikerült megnyernie. Másnap a RAW-on ismét kapott egy címmeccset Mankind ellen. Legyőzte, és ő lett az új WWF bajnok; de szeptember 16-án elvesztette az övet. Vince McMahon próbák elé állította, és csak azzal a feltétellel kaphatta meg a visszavágó esélyét az Unforgiven rendezvényen, ha az általa kijelölt 5 szupersztárból (Davey Boy Smith, Big Show, Kane, The Rock, és Mankind) legalább 3-at megver. 5/3 meccset végül megnyert, így mehetett az Unforgiven-re, ahol újra ő lett a WWF bajnok.

#### Különböző viszályok (2000–2001)
2000 januárjától "The Game"-nak nevezte magát; utalva arra, hogy ő nem csak a világ legjobb játékosa, hanem ő maga a játék. Január 3-án legyőzte a Big Show-t, s ezzel megszerezte harmadik bajnoki címét. 2000 elején Mick Foley-val harcolt. Kettejük viszálya a "No Way Out" rendezvényen ért véget egy Hell in a Cell mérkőzésen. Triple H nyert, így megőrizte a bajnoki címét. A Wresltemania 2000-en egy "felnégyeléses" meccs keretein belül összecsapott The Rock, Mick Foley és a Big Show ellen. A győztes Triple H lett, azonban három héttel később, a Backlash rendezvényen Rock megverte, és elnyerte tőle a bajnoki címet. A visszavágó a Judgement day-en volt egy 60 perces "iron man" meccs keretein belül, amit Triple H megnyert 6:5-re. Ismét ő lett a bajnok, ám The Rock pár nap múlva ismét visszanyerte tőle a címet a King of the Ring eseményen. Triple H öv nélkül maradt, majd ezt követően Chris Jericho, Kurt Angle majd Steve Austin ellen kezdett el harcolni. 2001-ben The Undertaker ellen kezdődött egy rivalizálás. A Wrestlemania 17-en össze is csaptak, amit végül az Undertaker nyert meg. Triple H ezt követően Austin-nal összeállt egy csapatba, melynek neve a "The Two-Man Power Trip" volt. Tag Team bajnokok lettek, amikor Kane-t és az Undertaker-t legyőzték; s időközben Triple H interkontinentális bajnok is lett, amikor legyőzte Chris Jericho-t. 2001. május 21-én megrendezett RAW-on komolyabban lesérült, így 8 hónapig lábadozott.

#### Evolution (2002–2005)
2002. január 7-én a RAW-on visszatért a sérülésből. Pár héttel később megnyerte a Royal Rumble-t, majd a WrestleMania X8-on összecsapott Chris Jericho ellen. A meccset Triple H nyerte, így ismét bajnok lett. Az öv egy hónapig volt nála, majd a "Backlash" rendezvényen Hulk Hogan elnyerte tőle. Shawn Michaels időközben visszatért, s úgy nézett ki, hogy a DX újraalakul; ám Triple H megtámadta Shawn-t, így egy harc vette kezdetét közöttük. A Summerslam-en csaptak össze egy "utcai harc" meccsen, amit Shawn nyert. Később a RAW igazgatója, Erich Bischoff visszahozta a WCW nehézsúlyú övet, átnevezte "World Heavyweight Championship"-re és odaadta Triple H-nak. Az övet a Survivor Series-en kellett megvédenie Chris Jericho, Rob Van Dam, Booker T, Shawn Michaels, és Kane ellen egy "végzet kalitkája" meccs keretein belül. A meccset Shawn Michaels nyerte, miután az utolsó embert, Triple H-t is legyőzte. 2003 januárjában megalakult az Evolution csapat, amelynek tagjai Triple H, Ric Flair, Randy Orton, és Batista volt. Időközben visszanyerte a bajnoki övet, ám 2004-ben ismét elvesztette a WrestleMania XX-n, Chris Benoit ellen. Még ebben az évben felbomlott az Evolution; melyhez az vezetett, hogy Orton elnyerte az övet Benoit-tól, és ezt a többiek nem nézték jó szemmel. A 2004-es Unforgiven-en Triple H megverte Orton-t, így ismét ő lett a bajnok. Később Benoit és Edge ellen is meg kellett védenie az övet, és ez sikerült is neki. A "New Years Evolution" rendezvényen Triple H 10-szeres bajnok lett, amikor megnyerte a nehézsúlyú világbajnoki címet. A WrestleMania 21-en összecsap a 2005-ös Royal Rumble meccs győztesével, Batistával. A meccset és a bajnoki övet Batista nyeri, Triple H pedig kisebb sérülést szenved a nyakán, ami újabb 4 hónapos kihagyást eredményezett. 2005. október 3-án tért vissza, majd Rick Flair ellen keveredett viszályba.

#### Az új D-Generation X (2006–2007)
Bár Triple H nem tudta megnyerni a Royal Rumble meccset; újabb lehetősége adódott. Megnyerte a "Road to WrestleMania" versenyt, se ezáltal címmeccset vívhatott a WrestleMania 22-n. A mérkőzést John Cena nyerte, így Triple H öv nélkül maradt. Később a Backlash rendezvényen egy "triple threat" meccset vívott Edge és Cena ellen a bajnoki övért, de újra kikapott. 2006. június 12-i RAW-on Shawn Michaels visszatért, és újraalakult a DX csapat. Ezután Vince McMahon és emberei ellen folytatták a harcot. Többször összecsaptak velük a Summerslam-en, az Unforgiven-en és a Vengeance-n is, de mindegyiket a DX nyerte. A Cyber Sunday-on már a "Rated-RKO" csapattal harcoltak, amelynek tagjai Edge és Orton voltak. Itt a Rated-RKO nyert, de a Survivor Series-en fölényes győzelmet aratott a DX. 2007 januárjában a "New Years revolution"-on is összecsapott a két csapat, azonban ez a mérkőzés nem tartott sokáig. Triple H lesérült, és pár hónapot megint ki kellett hagynia. (Hasonló sérülést szenvedett 2001-ben a másik lába.)

#### WWE bajnok (2007-2009)
A sérülésből ismét felgyógyulva 2007. augusztus 26-án tért vissza a SummerSlam-re, ahol legyőzte King Bookert. Később Umagával harcolt, többször össze is csaptak, de Triple H kerekedett felül. 2007. október 7-én a No Mercy rendezvényen elnyerte Ortontól a bajnoki övet, így meglett a 11. világbajnoki címe. Ugyan ezen az estén Umaga ellen megvédte. Mégse volt nála sokáig az öv, mivel Vince McMahon döntése értelmében Randy Orton ellen is kapott még egy "last man standing" meccset ezen az estén, amit Triple H elvesztett. A WWE történelmében ez volt az ötödik legrövidebb uralkodás. A No Way Out-on megnyerte az "elimination chamber" meccset, így jogot kapott, hogy a WrestleMania XXIV-n mehessen az övért. Ez egy triple threat meccs volt, ahol Cena és Orton ellen kellett megküzdenie. Triple H vesztett, és meglepetésre Orton nyert. A 2008-as Backlash-en egy "4-way elimination" meccsen került össze John "Bradshaw" Layfield, John Cena és Randy Orton ellen. A meccset Triple H nyerte, így ismét ő lett a bajnok. Az övet ezután többször megvédte Orton ellen. A Survivor Series-en új kihívója Vladimir Kozlov volt, azonban Edge és Jeff Hardy beavatkozott a mérkőzésbe. Triple H elvesztette az övet, mivel Edge lett az új bajnok. A bajnoki címet 2009-ben a No Way Outon szerezte vissza, egy "végzet kalitkája" meccsen, melynek résztvevői The Undertaker, Edge és Jeff Hardy voltak. Ezután Orton ellen kezdett el egy feudot. A WrestleMania XXV-n is összecsaptak, ahol Triple H nyert.

#### The Legacy feud (2009–2010)
Triple H meggyőzte Shawn Michaels-t, és 2009. augusztus 17-ei RAW-on ismét összeáll a DX. Elkezdenek egy feudot a The Legacy-val, amelynek tagjai Cody Rhodes és Ted DiBiase voltak. A 2009-es SummerSlam-en, majd a Hell in a Cell rendezvényen is összecsapnak, de mindegyiket a DX nyeri. 2009 végén, a TLC rendezvényen már a Jeri-Show csapattal mérik össze erejüket, melynek tagjai Chris Jericho és a Big Show voltak. A DX nyer, így ők lesznek az új tag team bajnokok. A következő évben, 2010. február 8-i RAW-on összecsaptak a ShoMiz (The Miz és Big Show) csapattal. A DX veszít, s ezzel elbukják a tag team övet. Később, március 1-jén kapnak egy visszavágót a RAW-on, de ezt is elveszítik. Triple H ezt követően Sheamusszel kerül összetűzésbe, mivel a 2010. február 21-én megrendezett RAW-on, egy „végzet kalitkája” meccsen Sheamus miatta bukta el a bajnoki címét. A WrestleMania XXVI-n is összecsapnak, amit végül Triple H nyer meg. 2010. április 25-én rendezik meg a visszavágót az Extreme Rules rendezvényen, de itt már Sheamus nyer. Triple H újból lesérül, és 10 hónapot megint ki kell hagynia.

#### Főirányító (2011–2013)
2011. február 21-én, a RAW-on tér vissza a sérüléséből, majd összetűzésbe került a The Undertaker-el. A WrestleMania XXVII-n csapnak össze. Triple H veszít, s ezzel az Undertaker veretlenségi szériája 19-0-ra emelkedik. Egy darabig pihenőre megy, majd 2011. július 18-án a RAW-on tér vissza a WWE igazgatótanácsának nevében azzal az indokkal, hogy megkönnyítse Vince McMahon feladatait. Öltönyt vesz fel, és átveszi a főirányító szerepet. A SummerSlam-re kiír egy meccset CM Punk és John Cena között, a vendégbíró pedig ő maga lesz. Kevin Nash azonban feltűnik a meccs végén, s ez újabb bonyodalmakhoz vezet. CM Punk őt okolja a vereségéért, mert szerinte nincs a helyzet magaslatán. Ezzel egy feud veszi kezdetét. Az öltöny lekerül, s 2011. szeptember 18-án összecsapnak a "Night of Champions" rendezvényen. Kevin Nash itt újból feltűnik, ám Triple H leüti őt egy pöröllyel, majd ezt követően legyőzi CM Punk-ot is. Az új főirányító John Laurinaitis lesz, mivel Triple H-nak az ismételt támadások miatt nem szavaznak további bizalmat. A Vengeance rendezvényre Laurinaitis kiír neki egy tag team meccset "a bosszú nevében" The Miz és R-Truth ellen; a társa pedig CM Punk lesz. A meccset elveszítik, mivel Kevin Nash ismét feltűnik. Triple H megint lesérül, ezért 2 hónapot ki kell hagynia. 2011. december 12-én tér vissza, majd 18-án a TLC rendezvényen összecsap Kevin Nash-el egy létrameccsen. Triple H nyer, így sikerül revansot vennie. 2012. január 30-i RAW-on feltűnik Triple H azzal az indokkal, hogy értékelje Laurinaitis teljesítményét. A visszatérő Undertaker azonban megszakította a bejelentést, és meccset követelt Triple H-tól a WrestleMania XXVIII-ra. Először megtagadta a visszavágót, majd végül elfogadta, és összecsaptak a WrestleMania-n. Ez egy Hell in a Cell meccs volt, amit Shawn Michaels vendégbíró vezetett. Az Undertaker nyert ismét, így a széria 20-0-ra nőtt. Kis pihenést követően az április 30-i RAW-ra tért vissza, mivel nem volt hajlandó engedni Brock Lesnar észszerűtlen szerződés igényeit. Felajánlott neki egy másik szerződést, de Lesnar inkább megtámadta őt, és -a történet szerint- eltörte a karját egy Kimura fogással. Ezzel egy hosszú harc veszi kezdetét. Triple H nem sokkal később kihívja őt egy visszavágóra, de ezt Brock menedzsere, Paul Heyman többször visszautasítja. Végül mégis elfogadja, és a 2012. augusztus 19-én megrendezett SummerSlam-en összecsapnak. A mérkőzést Brock nyeri, ismét eltöri Triple H karját, aki emiatt több hónapot kihagy. 2013. február 25-én tér vissza a RAW-on, miután Brock Lesnar megpróbálta megtámadni Vince McMahont. A következő héten Triple H kihívta Lesnart egy visszavágóra a WrestleMania 29-re. Lesnar elfogadta azzal a feltétellel, hogy a meccsre ő választja a kikötést. Később kiderült, hogy ez a kikötés nem más, mint Triple H karrierje; és ha veszít, akkor soha többé nem léphet ringbe. A WrestleMania 29-en tehát összecsaptak, amit végül Triple H nyert. A visszavágó 2013. május 19-én volt az Extreme Rules rendezvényen, egy "steel cage" meccs keretein belül. Paul Heyman beavatkozott a mérkőzésbe egy övön aluli ütéssel, s így Brock nyert. Triple H a következő RAW-on Heyman legújabb kliensével, Curtis Axellel csapott össze, ám – a történet szerint – agyrázkódást szenvedett ezen a mérkőzésen, s ezért több hónapig nem lehetett látni.

#### A vezetőség és a heel turn (2013-2016)
2013. augusztus 12-i RAW-on Triple H bejelenti, hogy ő lesz a vendégbíró a WWE bajnoki címmeccsen (John Cena vs Daniel Bryan), a SummerSlam-en. Ezen a mérkőzésen végül Bryan nyert, de nem örülhetett sokáig a bajnoki címének. Triple H a meccs végén megtámadja őt, majd ezt követően Randy Orton beváltja a "Money In The Bank" táskáját, s így ő lesz az új bajnok. Ezzel egy gonosz "heel turn" veszi kezdetét, s egy hosszú viszály Daniel Bryan ellen. Feleségével, Stephanie-val létrehozzák "A Vezetőség"-et (The Authority). A végrehajtók a The Shield (magyarul "A pajzs") csapat lesz, majd később Kane is csatlakozik hozzájuk, mint operatív vezető. Triple H hosszú időn át csak öltönyben látható, hiszen ebben az időszakban nem mérkőzik senkivel. Játssza a vezetői szerepkört, s azt tartja szem előtt, hogy "mi a jó az üzletnek". A végrehajtó emberek ez idő alatt szinte mindenkit megtámadnak, akit a Vezetőség nem szível. Bryan-el való viszálya majdnem 1 évig tartott, ami végül a WrestleMania XXX-n teljesedett ki. Itt összecsaptak, de Bryan lett a győztes. A The Shield tagjai (Dean Ambrose, Seth Rollins, és Roman Reigns) nem sokkal később fellázadtak a Vezetőség ellen. Triple H, Batista és Randy Orton ezért újraalapította az Evolution-t, és harcolni kezdtek velük. Összecsaptak az Extreme Rules-en és a Payback-en is, de mindegyiket a The Shield nyerte. 2014. június 2-án a RAW-on Batista kilépett a WWE-ből, így az Evolution feloszlott. Triple H emiatt a "B terv"-hez folyamodik; Seth Rollins-hoz. Rollins megtámadta a Shield tagokat, majd beállt a Vezetőséghez. Emiatt a Shield is feloszlik. Triple H ezután felkínálja az esélyt John Cenának, hogy egyesítsék erőiket a Vezetőséggel, de ezt Cena visszautasította. Ez vezetett ahhoz, hogy a Survivor Seriesen a Cena-csapat összecsapott a Vezetőség csapatával. A megállapodás értelmében -mivel a Vezetőség csapata veszített- egy rövid időre távoztak, és elvesztették hatalmukat. Később azonban visszajöttek, mivel Rollins megtámadta Edge-t, s ezért Cena kénytelen volt visszahívni őket, hogy a barátjának ne essen baja. Triple H ezután Sting ellen kezdett el harcolni. A 2015-ös WrestleMania 31-en összecsaptak, ahol végül Triple H nyert. 2016 januárjában megnyerte a Royal Rumble-t, s vele együtt a WWE nehézsúlyú világbajnoki címet. Emiatt viszályba került Roman Reigns-el, aki ellen veszített a WrestleMania 32-n. A rendezvény után a Vezetőség feloszlott; Triple H pedig csak időnként jelent meg az NXT és WWE Cruiserweight Classic műsorain.

#### Seth Rollins elleni viszály (2016-2017)
A 2016. augusztus 29-i RAW eseményen Triple H beavatkozott Kevin Owens és Seth Rollins meccsébe, amelynek tétje nem más volt, mint a WWE Universal bajnoki cím. Triple H megtámadta Rollins-t, emiatt pedig egy viszály vette kezdetét közöttük. A támadást Triple H azzal indokolta, hogy szerinte Rollins elárulta őt. 2017. január 30-án Triple H közbenjárásának köszönhetően Samoa Joe megtámadta Rollinst, aki emiatt lesérült, és több hónapos pihenőre kényszerült. 2017. április 2-án, a WrestleMania 33-on csaptak össze, de Triple H veszített.

#### Brothers of Destruction elleni viszály 2018-
2018. október 6-án a WWE Super Show-Down rendezvényen Triple H visszatért a ringbe az Undertaker ellen, amit meg is nyert. Október 8-án Triple H és Shawn Michaels bejelentették, hogy újraegyesítik a DX-et, hogy szembeszálljanak Kane és Undertaker csapatával, a Brothers of Destruction-al. November 2-án a WWE Crown Jewel rendezvényen legyőzték a Megsemmisítő Testvéreket, de Triple H izomsérülést szenvedett. Sikeres műtéten ment keresztül november 8-án, de a visszatérésének ideje nem ismert.

## Eredményei
IWF Nehézsúlyú Bajnok (1x)
- 1992.július.: Mad Dog Richardot győzte le.

WWE Bajnok (9x)
- 1999.08.23.: RAW-on legyőzte Mankindet.
- 1999.09.26.: Unforgiven-en megnyerte a "Six-Pack Challange"-t Jeff Hardy, The Brian Kendrick, Shelton Benjamin és Montel Vontavious Porter ellen.
- 2000.01.03.: RAW-on legyőzte a Big Show-t.
- 2000.05.21.: Judgment Day-en legyőzte The Rock-ot egy Iron Man meccsen.
- 2002.03.17.: WrestleMania X8-on győzött Chris Jericho ellen.
- 2007.10.07.: No Mercy-n legyőzte Randy Ortont.
- 2008.04.27.: Backlash-en legyőzte Randy Ortont, John Cenát, és John "Bradshaw" Layfieldet.
- 2009.02.15.: No Way Outon legyőzte Edge-t, The Undertaker-t, Big Show-t, Jeff Hardyt, és Vladimir Kozlovot.
- 2016.01.24.: Megnyerte a Royal Rumble-t, s vele együtt az övet. Utoljára Dean Ambrose-t ejtette ki.

Nehézsúlyú Világbajnok (5x)
- 2002.09.02.: RAW-on megkapta a WHC övet.
- 2002.12.15.: Armageddon-on legyőzte Shawn Michaels-t egy "3 Stages of Hell" meccsen.
- 2003.12.14.: Armageddon-on legyőzte Goldberg-et és Kane-t egy "triple threat" meccsen.
- 2004.09.12.: Unforgiven-en győzelmet aratott Randy Orton felett.
- 2005.01.09.: New Year's Revolution-on Batista, Randy Orton, Chris Benoit, Chris Jericho és Edge ellen győzött egy Elimination Chamber meccsen.

Interkontinentális Bajnok (5x)
- 1996.10.26.: RAW-on legyőzte Marc Merót.
- 1998.08.20.: SummerSlam-en győzött The Rock ellen egy létra meccsen.
- 2001.04.05.: SmackDown-ban legyőzte Chris Jerichót.
- 2001.04.16.: RAW-on legyőzte Jeff Hardyt.
- 2002.10.20.: No Mercy-n legyőzte Kane-t.

Tag Team Világbajnok (1x)
- 2001.04.29.: Backlash-en Steve Austinnal győztek az Undertaker és Kane ellen.

WWE Tag Team Bajnok (1x)
- 2009.12.13.: A TLC-n Shawn Michaelsszel (D-Generation X) legyőzték Chris Jerichót és a Big Show-t.

Európa Bajnok (2x)
- 1997.12.22.: RAW-on legyőzte Shawn Michaelst.
- 1998.03.17.: RAW-on legyőzte Owen Hartot.

WWE Royal Rumble (2x)
- 2002.01.20.: 2002-ben megnyerte a Royal Rumble-t; utolsónak Kurt Angle-t ejtette ki.
- 2016.01.24.: 2016-ban megnyerte a Royal Rumble-t; utolsónak Dean Ambrose-t ejtette ki.

WWE King Of The Ring (1x)
- 1997.06.08.: 1997-ben King of the Ring győztes; a fináléban Mankindet győzte le.

Pro Wrestling Illustrated
- Az Év viszálya (2000) – Kurt Angle ellen
- Az Év viszálya (2004) – Chris Benoit ellen
- Az Év viszálya (2009) – Randy Orton ellen
- Az Év viszálya (2013) – Daniel Bryan ellen
- Az Év meccse (2004) – Chris Benoit és Shawn Michaels ellen a WrestleMania XX-on
- Az Év meccse (2012) – The Undertaker ellen egy Hell in a Cell meccs a WrestleMania XXVIII-on
- Az Évtized leggyűlöltebb pankrátora (2000–2009)
- Az Év leggyűlöltebb pankrátora (2003–2005)
- Az Év leggyűlöltebb pankrátora (2013) – a Vezetőség szerepkörében
- Az Év leggyűlöltebb pankrátora (2014) – feleségével, Stephanie McMahonnel
- Az Évtized pankrátora (2000–2009)
- Az Év Pankrátora (2008)
- PWI közönség rangsor szerint az 1. helyet érte el az 500-ból. (2000, 2009)
- Triple H legyőzi The Undertaker-t 2018. Októberrén.

## Filmjei
| Év   | Cím                                                                                            | Szerep                      | Magyar hangja      |
| ---- | ---------------------------------------------------------------------------------------------- | --------------------------- | ------------------ |
| 1995 | The Drew Carey Show                                                                            | A fegyelmező                |                    |
| 1995 | MADtv                                                                                          | Triple H                    |                    |
| 1998 | Pacific Blue                                                                                   | Triple H                    |                    |
| 2000 | Segítség, felnőttünk! (Grown Ups)                                                              | Cameron Russell             |                    |
| 2001 | The Bernie Mac Show                                                                            | Triple H                    |                    |
| 2004 | Penge: Szentháromság (Blade: Trinity)                                                          | Jarko Grimwood              | ifj. Jászai László |
| 2006 | Relative Strangers                                                                             | Birkózó                     |                    |
| 2011 | The Chaperone                                                                                  | Raymond "Ray Ray" Bradstone |                    |
| 2011 | Inside Out (film)                                                                              | Arlo "AJ" Jayne             |                    |
| 2014 | Scooby-Doo! Rejtély a bajnokságon (Scooby-Doo! WrestleMania Mystery)                           | Triple H (szinkronhang)     | Albert Péter       |
| 2014 | WWE Power Series                                                                               | Triple H                    |                    |
| 2016 | Scooby-Doo! és a WWE: Rejtély az autóversenyen (Scooby-Doo! And WWE: Curse of the Speed Demon) | Triple H (szinkronhang)     |                    |

## Magánélete
2000-ben kezdett el randevúzni Stephanie McMahonnel, majd 2003. október 25-én házasságot kötöttek. 3 gyermekük született: Első 2006. július 24-én (Aurora Rose Levesque), második 2008. július 28-án (Murphy Claire Levesque), a harmadik lánya pedig 2010. augusztus 24-én (Vaughn Evelyn Levesque) jött a világra. 2004 végén Levesque kiadott egy könyvet "Making The Game: Triple H's Approach to a Better Body" címmel, mely többnyire a testépítésről szól. 2015. decemberében egy interjú során kiderült, hogy ő támogatója egy angol labdarúgó-csapatnak, a West Ham United FC-nek.
Rajongója a Motörhead zenekarnak; a Lemmy ihlette arcszőrzetet pályafutása alatt hosszú ideig viselte. Miután Lemmy meghalt, 2016. január 9-én Levesque a temetésén búcsúbeszédet mondott, és megköszönte munkásságát.

## Bevonuló zenéi

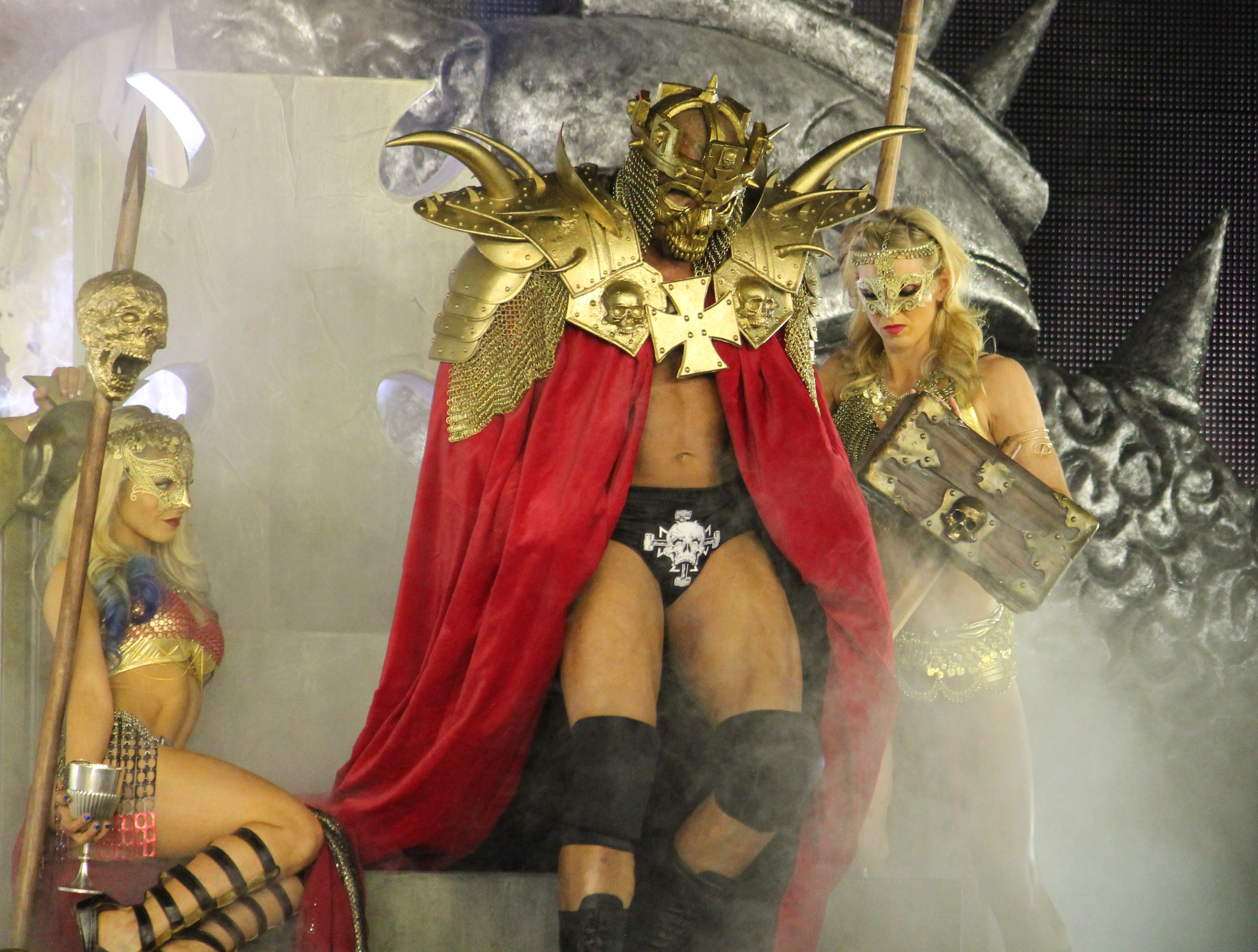
Triple H bevonulása, WrestleMania XXX

- Jim Johnston – Blue Blood (1995. április 28. – 1996. december 15. között)
- Ludwig van Beethoven – Symphony No. 9 (Fourth movement) (1996. december 15. – 1997. november 10. között)
- The DX Band – Break It Down (1997. november 10. – 1999. április 5.; 2006. június 19. – 2007. április; 2009. augusztus 24. – 2010. március 1. között, valamint 2012. július 23-án)
- Jim Johnston – Corporate Player (1999. április 25. – 1999. május 10. között)
- Jim Johnston – Higher Brain Pattern (1999. május 16. – 1999. június 21. között)
- The DX Band – My Time (1999. június 27. – 2000. december 10. között)
- Run-D.M.C – The Kings (2000. március 17.-2000. július között)
- The DX Band – The Game (2000. december 10. – csak az Armageddon 2000-en)
- Motörhead – The Game (2001. január 8.– napjainkig) – Pankrátor szerepben
- Motörhead – King of Kings (2006. április 2.– napjainkig) – Vezetőség szerepkörben

## Videók
- WWE Top 10 gonoszság Triple H-tól (youtube)
- D-Generation X bevonulása SummerSlam 2009-en (youtube)
- Triple H bevonulása a WrestleMania 22-n (youtube)
- Triple H bevonulása a WrestleMania XXVII-en (youtube)
- Triple H bevonulása a WrestleMania XXX-en (youtube)
- Triple H visszatérése 2002. január 7. (youtube)
- Triple H visszatérése 2011. február 21. (youtube)

## Fordítás
Ez a szócikk részben vagy egészben  a   Triple_H című angol Wikipédia-szócikk fordításán alapul.  Az eredeti cikk szerkesztőit annak laptörténete sorolja fel. Ez a jelzés csupán a megfogalmazás eredetét és a szerzői jogokat jelzi, nem szolgál a cikkben szereplő információk forrásmegjelöléseként.